# Distretto di Liangzhou
Il distretto di Liangzhou (凉州区S, Liángzhōu QūP) è un distretto della Cina, situato nella provincia del Gansu.